# بيرتوسيو
بيرتوسيو هي بلدية في مدينة تورينو الحضرية في منطقة بيدمونت الإيطالية، وتقع على بعد 30 كم شمال تورين. في 31 ديسمبر 2004، كان عدد سكانها 736 نسمة ومساحتها 4.0 كيلومتر مربع. 
تجاور بيرتوسيو البلديات التالية: فالبرغا وبراسكورسانو وريفارا وسان بونسو.